# Bassin permien (Europe)
Ne doit pas être confondu avec Bassin permien (États-Unis).
Le Bassin permien européen un bassin sédimentaire actif durant le Permien et couvrant le nord de l'Europe. Le bassin recouvrait le nord de la Pologne, le nord de l'Allemagne, le Danemark, les Pays-Bas, une partie importante de la mer du Nord jusqu'à la côte est de l'Angleterre et jusqu'en Écosse. Une découverte majeure de gaz naturel est faite aux Pays-Bas en 1959 dans la formation Rotliegend du bassin.

## Description
Le bassin Permien est généralement divisé entre les bassins intracontinentaux nord et sud couvrant respectivement l'Europe du nord-ouest et l'Europe centrale. La stratigraphie dans les bassins est Rotliegend - Zechstein.

## Potentiel pétrolier
Une découverte majeure de gaz naturel est réalisée dans la formation Rotliegend à Slochteren, aux Pays-Bas, en 1959. Le Rotliegend est composé d'une séquence basale de 600 mètres de grès et d’évaporites recouverts de 1000 mètres d’évaporites du Zechstein. 